# Roby
Roby és una població dels Estats Units a l'estat de Texas. Segons el cens del 2000 tenia 673 habitants.

## Demografia
Segons el cens del 2000, Roby tenia 673 habitants, 264 habitatges, i 175 famílies. La densitat de població era de 360,9 habitants per km².
Dels 264 habitatges en un 31,1% hi vivien nens de menys de 18 anys, en un 53,4% hi vivien parelles casades, en un 10,2% dones solteres, i en un 33,7% no eren unitats familiars. En el 31,1% dels habitatges hi vivien persones soles el 20,8% de les quals corresponia a persones de 65 anys o més que vivien soles. El nombre mitjà de persones vivint en cada habitatge era de 2,45 i el nombre mitjà de persones que vivien en cada família era de 3,13.
Per edats la població es repartia de la següent manera: un 27,8% tenia menys de 18 anys, un 6,2% entre 18 i 24, un 25,1% entre 25 i 44, un 20,2% de 45 a 60 i un 20,7% 65 anys o més.
L'edat mediana era de 37 anys. Per cada 100 dones de 18 o més anys hi havia 78 homes.
La renda mediana per habitatge era de 27.031 $ i la renda mediana per família de 34.632 $. Els homes tenien una renda mediana de 27.500 $ mentre que les dones 19.286 $. La renda per capita de la població era de 13.926 $. Aproximadament el 14,8% de les famílies i el 15,9% de la població estaven per davall del llindar de pobresa.

## Poblacions més properes
El següent diagrama mostra les poblacions més properes.